# Franz Zielasko
Franz Zielasko (* 19. Juli 1896 in Busch; † 18. August 1943 in Gladbeck) war deutscher Bergmann und Widerstandskämpfer gegen den Nationalsozialismus.

## Leben und Wirken
Zielasko lebte und arbeitete als Bergmann in der westfälischen Stadt Gladbeck im Stadtteil Zweckel. Vor Ort war er Mitglied des Arbeiterradfahrerbundes „Solidarität“. Im Jahr 1918 trat er zunächst in die USPD ein. 1920 kämpfte er in Gladbecker Verbänden der Roten Ruhrarmee. Nachdem sich 1922 die USPD wieder mit der SPD vereinigte, trat Zielasko dieser Partei bei, ehe er 1926 oder 1927 in die KPD wechselte. Dort war er unter anderem als Literaturobmann tätig.
Im Zuge der Weltwirtschaftskrise 1929 verlor Zielasko seinen Arbeitsplatz. Nach langjähriger Arbeitslosigkeit und aufgrund seiner politischen Überzeugungen emigrierte er 1932 in die Sowjetunion. Dort arbeitete er zunächst im Braunkohlebergbau um die zentralrussische Stadt Tula. Als im Anschluss an den Putsch des dem Faschismus zuneigenden Generals Francisco Franco gegen die Zweite Spanische Republik und die regierende Frente Popular im Jahr 1936 der Spanische Bürgerkrieg ausbrach und zur Unterstützung der republikanisch-antifaschistischen Kräfte die Internationalen Brigaden gebildet wurden, schloss sich Zielasko diesen an.
Während des Zweiten Weltkrieges machte er eine achtzehnmonatige Ausbildung und Schulung und wurde im März 1943 mit dem Auftrag, als Instrukteur eine regionale Widerstandsorganisation im Ruhrgebiet aufzubauen, mit dem Fallschirm in der Nähe von Warschau abgesetzt. Zielasko erhielt auf den Namen seines Schwagers ausgestellt gefälschte Personalpapiere, etwas Geld und gefälschte Lebensmittelkarten. Er fuhr mit der Eisenbahn von Warschau ins Ruhrgebiet und kam zunächst bei Verwandten in Dortmund unter. Basis seiner Aktionen wurde sein früherer Wohnort Gladbeck. Seine Aktionen reichten auch nach Gelsenkirchen, wo er mit Widerstandsgruppen auf den Zechen zusammenarbeitete. Weitere Kontakte unterhielt er nach Herne, Essen, Rheine und Hamm.

Die Gestapo wurde spätestens im Juli 1943 auf Zielasko und seine Tätigkeit aufmerksam. So lautete es in einem Telegramm der Leitstelle Münster vom 22. Juli 1943: 

„Zielasko ist hier wieder in Erscheinung getreten und versucht eine illegale KPD-Gruppe zu gründen.“

 
Nicht bekannt ist, woher die Gestapo ihre Informationen hatte. Jedoch war Franz Zielasko in der Zeche Zweckel in Gladbeck als ehemaliger Kumpel seinen früheren Kollegen bekannt, trat dort dennoch offen in Erscheinung. So kam es am 7. August 1943 zur Verhaftung durch die Geheime Staatspolizei. Im Zuge der folgenden Verhaftungswelle wurde nach verschiedenen Angaben 44 beziehungsweise 56 weitere Widerständler beziehungsweise Verdächtige inhaftiert. Franz Zielasko wurde in das Polizeigefängnis Gladbeck verbracht. In einem Telegramm der Leitstelle Münster vom 10. August 1943 hieß es: 

„Zielasko ist sowjetrussischer Fallschirmagent. Er wurde am 7.8.1943 in Gladbeck festgenommen. In seiner Vernehmung, die äußerst schwierig verläuft, gibt er lediglich nur das zu, was ihm durch Ermittlungen oder durch Vernehmungen anderer Personen vorgehalten werden kann. Es wird um Erfassung sämtlicher führender Personen des ehemaligen Radfahrerklubs "Solidarität" und Russlandrückkehrer, die heute noch im Verdacht stehen, Anhänger der KPD zu sein, gebeten, und diese der hiesigen Dienststelle zur Verfügung zu stellen, da der dringende Verdacht besteht, daß Zielasko mit diesen in Verbindung getreten ist.“

Am 18. August 1943 wurde er während beziehungsweise nach einer Folter im Gefängnis Gladbeck ermordet. Als offizielle Todesursache wurde angegeben, er sei an „hochgradiger Blutarmut und Gelbsucht“ verstorben. Über den Verbleib der Leiche Franz Zielaskos ist nichts bekannt.

## Mitglieder der Gruppe Zielasko
- Franz Zielasko
- Paul Bukowski
- Erich Porsch
- Gerhard Possner
- Friedrich Rahkob
- Andreas Schillack sen.
- Andreas Schillack jun.
- Friedrich Struckmeier

und weitere.

## Ehrungen
Am Geburtshaus Zielaskos in Busch, in der altmärkischen Gemeinde Iden, wurde eine Erinnerungstafel angebracht. Die örtliche und 2004 geschlossene Schule trug bis nach der politischen Wende 1989/90 seinen Namen. Vor ihr wurde 1988 ein Gedenkstein aufgestellt. Vor Franz Zielaskos Wohnhaus in Gladbeck, in der Redenstraße 34, ist ein Stolperstein im Straßenpflaster eingelassen. Weiterhin ist in der westfälischen Stadt eine Straße, der Franz-Zielasko-Weg, nach ihm benannt.